# Sant Quirze Safaja
Sant Quirze Safaja es un municipio y localidad española de la provincia de Barcelona, en la comunidad autónoma de Cataluña. El término municipal, ubicado en la comarca del Moyanés, tiene una población de 669 habitantes (INE 2024).

## Toponimia
El lugar habría tenido a lo largo de la historia distintos nombres oficiales: «Verti y Safaya», «San Quirico Safaja y Vertí», «San Quirse Safaja», «San Quirico Safaja» y, desde la década de 1980, «Sant Quirze Safaja».
En el Diccionario geográfico-estadístico-histórico de España y sus posesiones de Ultramar figura como «San Quirse de Safaja» y en el Breve diccionario de topónimos españoles como «Sant Quirze Safaja».

## Geografía
El municipio se sitúa en el sureste de la comarca del Moyanés, en el límite con Osona y el Vallés Oriental.

## Historia
Hacia mediados del siglo XIX, el lugar tenía contabilizada una población de 215 habitantes. Aparece descrito en el decimotercer volumen del Diccionario geográfico-estadístico-histórico de España y sus posesiones de Ultramar de Pascual Madoz de la siguiente manera:

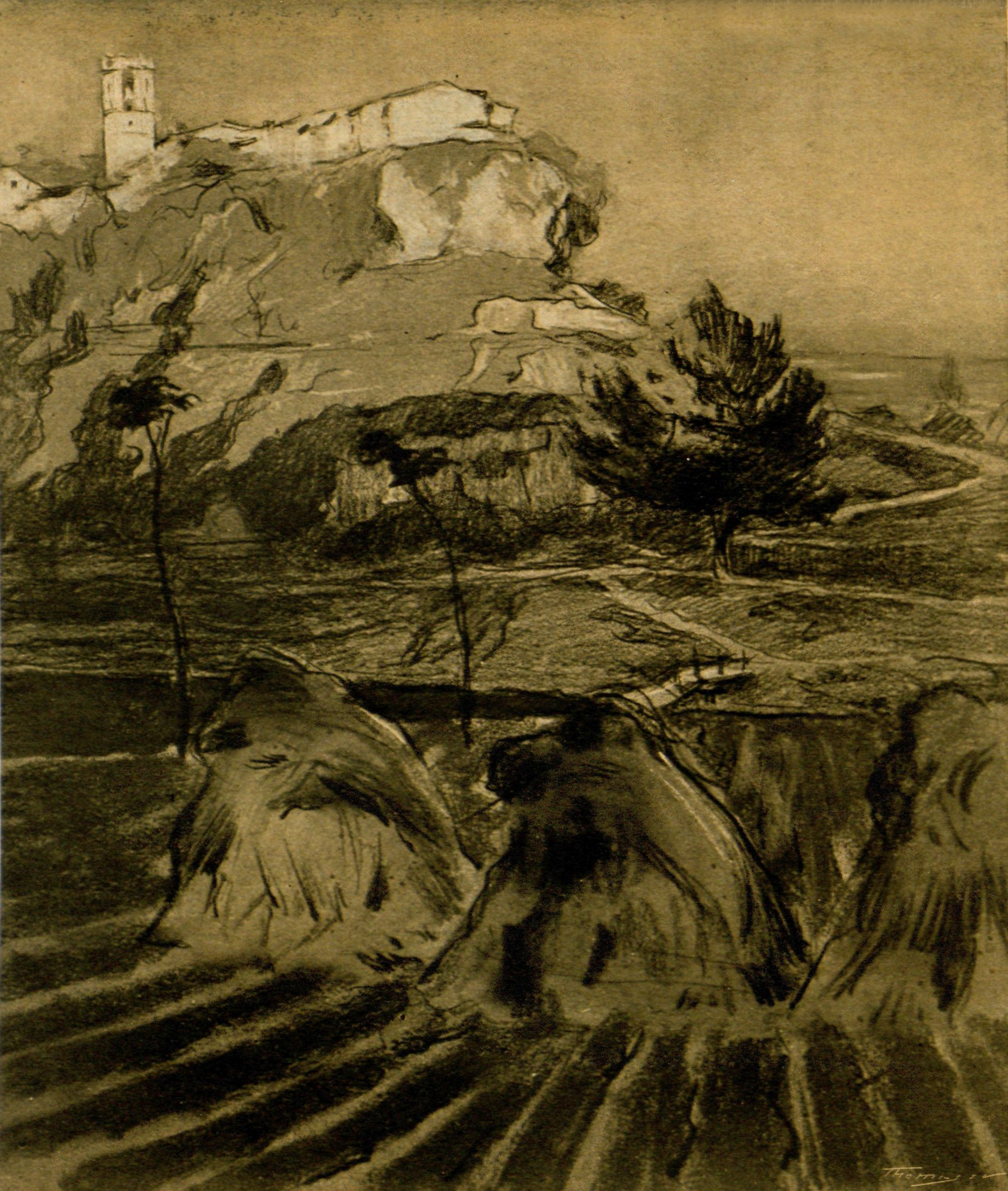
Vista de la localidad por Félix Mestres

SAFAJA (San Quirse de): l. cab. de ayunt. que forma con Berti en la prov., aud. terr., c. g. de Barcelona (8 leg.), part. jud. de Granollers, dióc. de Vich (4 1/2). sit. en terreno montañoso y cubierto de bosques, con buena ventilacion y clima sano. Tiene 100 casas diseminadas; igl parr. (San Quirico), servida por un cura de primer ascenso; dos pozos de nieve y un horno de vidrio. El térm. confina con los de Castellcir, Berti, montaña de San Miguel del Fay, y Castelltersol. El terreno en general es montuoso, cubierto de arbolado que produce mucha bellota; le fertiliza el arroyo de Castelltersol, cuyas aguas impulsan 3 molinos de harina. Los caminos son locales. prod.: centeno, bellota, poco vino de inferior calidad; leña y pastos; cria ganado y caza de varias especies. pobl.: 24 vec., 215 alm. cap. prod.: 1.098.000 rs. imp.: 47,700.
(Madoz, 1849, p. 615)

## Comunicaciones
Autobuses Sagalés conectan las diferentes poblaciones de la comarca y Barcelona.

## Economía
- Agricultura y ganadería. Turismo.
- Fabricación de productos comesibles[aclaración requerida] artesanales. Gastronomía

## Lugares de interés
- Iglesia de San Pedro, de origen románico.
- Balma de l'Espluga, cueva con una cascada (Cueva del Conde).
- Club Esportiu "El Roure".[5]
- "Poua" de hielo.
- Balma de Torrents.
- Mirador de la campana.

## Demografía
Sant Quirze Safaja cuenta con una población de 669 habitantes (INE 2024).
| Gráfica de evolución demográfica de Sant Quirze Safaja entre 1842 y 2021 |
| |
| Población de derecho según los censos de población del INE. Población de hecho según los censos de población del INE.En este censo se denominaba Verti y Safaya: 1842. En este censo se denominaba San Quirico Safaja y Vertí: 1857. En este censo se denominaba San Quirse Safaja: 1860. En estos censos se denominaba San Quirico Safaja: 1877, 1887, 1897, 1900, 1910, 1920, 1930, 1940, 1950, 1960, 1970 y 1981. |

| 1900 | 1930 | 1950 | 1970 | 1981 | 1986 |
| ---- | ---- | ---- | ---- | ---- | ---- |
| 291  | 277  | 281  | 280  | 321  | 252  |

## Personas notables
- Leopoldo Abadía
- Marius Torres[8]
- Federico Gallo
- Ladislao Kubala
- Marc Parrot, cantante conocido como "El chaval de la peca"